# Circonscription de Kobo
La circonscription de Kobo est une des 135 circonscriptions législatives de l'État fédéré Amhara, elle se situe dans la Zone Nord Wollo. Son représentant actuel est Eyasu Workneh Tareke.